# Герхард Хохшилд
Герхард Пол Хохшилд е американски алгебрист от германски произход.

## Биография
Роден е в Берлин, Германия през 1915 г. Изучава математика в Принстънския университет, където разработва под ръководството на Клод Шевалие и защитава (1941) дисертация на тема Полупрости алгебри и обобщени разклонения.
Остава в Принстън до 1958 г., когато е избран за професор в Университета на Илинойс в Ърбана-Шампейн. На следващата година е професор в Калифорнийския университет в Бъркли, където работи до смъртта си.
Научните му интереси са предимно в сферата на алгебрите на Ли, алгебричните групи и хомологичната алгебра. На него принадлежи понятието хомология на Хохшилд, чрез която се дефинира хомология за алгебри. Съществува също и кохомология на Хохшилд, класифицираща възможните деформации на алгебри. Публикува Основи на теорията на алгебричните групи и алгебри на Ли през 1981 г.